# De Affaire (televisieserie)
De Affaire is een Nederlandse televisieserie van de VARA, uitgezonden van 21 oktober tot 5 november 2015. De serie gaf een eigen draai aan waargebeurde journalistieke kwesties:
1. Het mislukte fotorolletje uit Srebrenica.
2. Het op grote schaal illegaal afluisteren van burgers door de NSA
3. Het doorverkopen van atoomgeheimen door Abdul Qadir Khan.

Deze zaken werden onderdeel van het onderzoeksprogramma De Affaire en we volgen onderzoeksjournalisten Tom Waardenburg & Dana Lievens tijdens hun onderzoeken naar deze onderwerpen.

## Seizoen 1
| Aflevering/Titel            | Verhaal | Regie          | Scenario                  |
| --------------------------- | --- | -------------- | ------------------------- |
| 1 Het mislukte fotorolletje | Onderzoeksjournalisten Tom Waardenburg en Dana Lievens onderzoeken de theorie dat het bewuste fotorolletje waarop foto's staan van de genocide Srebrenica in opdracht van het ministerie van Defensie indertijd met opzet verloren is gegaan. | Hanro Smitsman | Alma Popeyus, Hein Schütz |
| 2 Prism                     | Nadat blijkt dat Tom in de gaten wordt gehouden door de Amerikaanse geheime dienst NSA, zet hij samen met Dana een val op om te bewijzen dat de NSA illegaal op Nederlandse bodem opereert. | Hanro Smitsman | Alma Popeyus, Hein Schütz |
| 3 Khan                      | Terwijl tussen Israël en Iran grote, nucleaire spanningen dreigen, wordt Dana uitgenodigd om een atoomcentrale in Natanz te bezoeken. Ondertussen duikt Tom in Nederland in de handel en wandel van atoomspion Abdul Qadir Khan, die nadat hij tussen 1973 en 1976 in Nederland alle atoomgeheimen heeft meegesmokkeld naar Pakistan, zijn kennis doorverkocht aan Iran, Libië, Syrië en Noord-Korea. Gaandeweg tijdens zijn onderzoek ontdekt hij hoe Khan zijn gang heeft kunnen gaan, terwijl Dana in Natanz in grote problemen komt... | Hanro Smitsman | Alma Popeyus, Hein Schütz |

## Personages
| Acteur             | Personage             | Functie                                                                      | Aflevering(en) |
| ------------------ | --------------------- | ---------------------------------------------------------------------------- | -------------- |
| Peter Blok         | Tom Waardenburg       | Onderzoeksjournalist                                                         | 1-3            |
| Kiki van Deursen   | Dana Lievens          | Onderzoeksjournaliste                                                        | 1-3            |
| Margo Dames        | Carolien Kuyl         | Hoofdredacteur                                                               | 1-3            |
| Sinan Eroglu       | Prem Kara             | Cameraman                                                                    | 1-3            |
| Mark Kraan         | Coen Boelens          | Redacteur                                                                    | 1-3            |
| Jessica Zeylmaker  | Liesbeth Stroop       | Redactrice                                                                   | 1-3            |
| Roos Ouwehand      | Joke Groenveld        | Ex Tom, moeder Laura                                                         | 1-2            |
| Pien Westendorp    | Laura Waardenburg     | Dochter Tom en Joke                                                          | 1-2            |
| Marcel Zwoferink   | Terence "Terry" Droog | Oud Dutchbatter                                                              | 1              |
| Bart Klever        | Ron Robbe             | Oud Dutchbatter, fotograaf fotorolletje (in werkelijkheid Ron Rutte)         | 1              |
| Juda Goslinga      | Steef Vos             | Oud Dutchbatter                                                              | 1              |
| Katarina Justić    | Camila Hasanovic      | Nabestaande Srebrenica                                                       | 1              |
| Ber Huiskens       | Henk van Boelaert     | Ontwikkelaar                                                                 | 1              |
| Lotje van Lunteren | Steffie Mens          | Laborante                                                                    | 1              |
| Erik van Welzen    |                       | Beveiliger                                                                   | 1              |
| Menno van Beekum   | Alex                  | Minister van Buitenlandse Zaken                                              | 2              |
| Herman Egberts     |                       | Buurman Dana                                                                 | 2              |
| Mamoun Ellyounsi   |                       | Secret Agent NSA                                                             | 2              |
| Sophie van Winden  | Nieuwslezeres         | (Stem)                                                                       | 2-3            |
| Hans Leendertse    | Ambtenaar             | (Stem)                                                                       | 2              |
| Dennis Coenen      |                       | Ontvoerder                                                                   | 2              |
| Judith Exhoven     |                       | Ontvoerder                                                                   | 2              |
| Damian Ramrekha    |                       | Beveiliger                                                                   | 2              |
| Hans Croiset       | Mr. Anton Ruling      | Advocaat Khan (in werkelijkheid mr. Frits Rüter)                             | 3              |
| Lukas Dijkema      | Frits Leerdam         | Klokkenluider/oud-collega Khan (in werkelijkheid Frits Veerman)              | 3              |
| Joop Keesmaat      | Hans Elzeboom         | Transporteur/handelaar nucleaire ontwikkeling (in werkelijkheid Henk Slebos) | 3              |
| Saman Amini        | Rami Ahmadi           | Gids                                                                         | 3              |
| Nader Faran        | Rezah                 | Ingenieur                                                                    | 3              |
| Ria Eimers         | Demer                 | Rechter (stem)                                                               | 3              |